# 斯潘道体育俱乐部
斯潘道1894体育俱乐部（德語：Spandauer Sportverein 1894 e.V.）是一家位于德国首都柏林斯潘道的足球俱乐部，成立于1894年。2014年4月，俱乐部申请破产。2014年12月8日，球队被夏洛滕堡地方法院清盘，结束了其120年的历史。